# Archaía Feneós
Archaía Feneós (Kalyvia, Archaia Feneos) är en ort i Grekland.   Den ligger i prefekturen Nomós Korinthías och regionen Peloponnesos, i den södra delen av landet, 120 km väster om huvudstaden Aten. Archaía Feneós ligger 1 040 meter över havet och antalet invånare är 225.
Terrängen runt Archaía Feneós är varierad. Runt Archaía Feneós är det glesbefolkat, med 9 invånare per kvadratkilometer. Närmaste större samhälle är Lávka, 12,5 km sydost om Archaía Feneós. Trakten runt Archaía Feneós består till största delen av jordbruksmark.